# Romagnano (Trento)
Romagnano è una frazione e assieme a Ravina, è parte della circoscrizione amministrativa numero 5 del comune di Trento, fa parte dello stesso comune. Il paese è situato sulla destra orografica del fiume Adige, ai piedi del monte Bondone a circa 6 chilometri a sud dalla città e a circa 5 dal comune di Aldeno.

## Monumenti e luoghi d'interesse

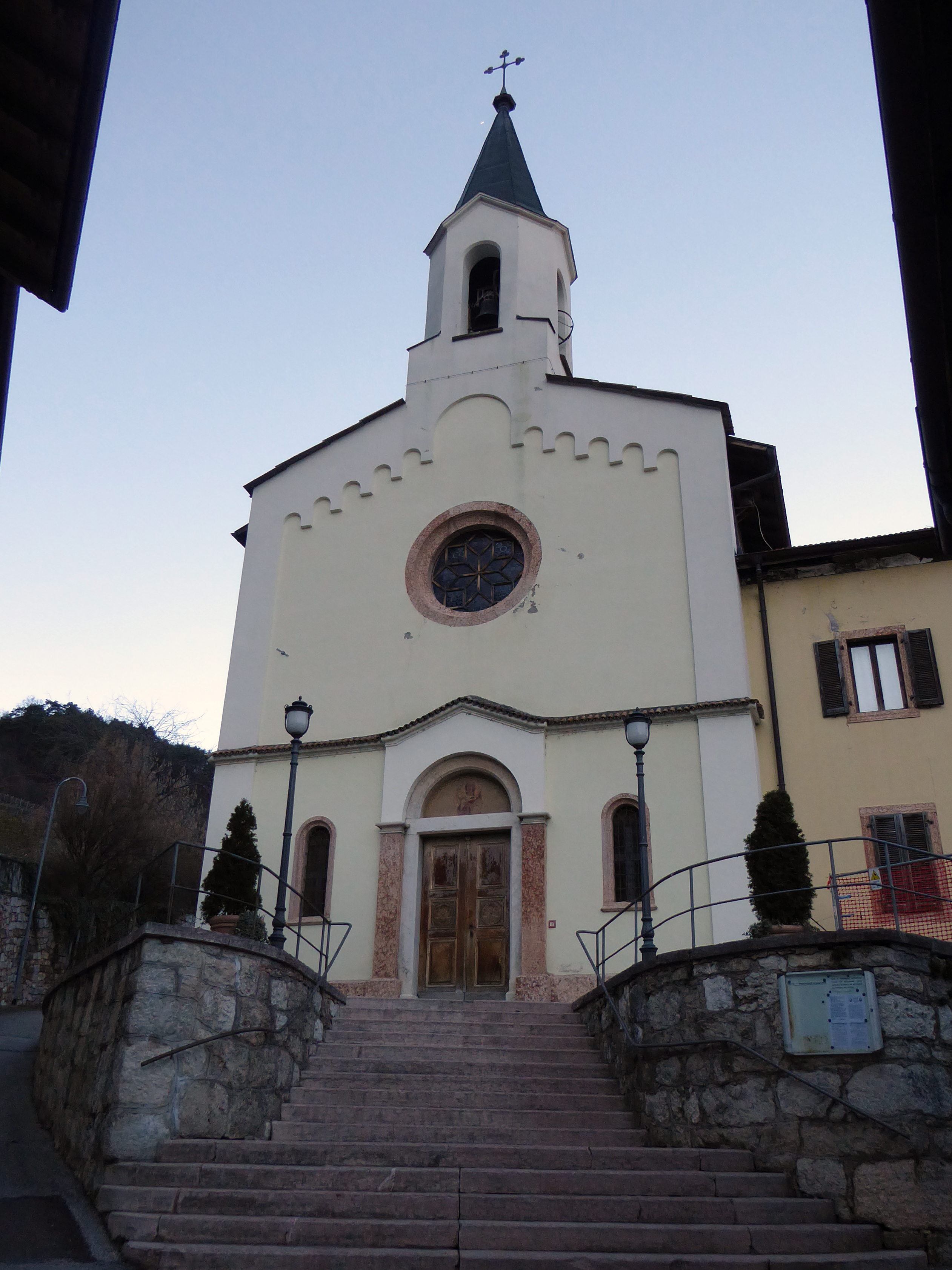
La chiesa di Santa Brigida

### Architetture religiose
- Chiesa di Santa Brigida, chiesa parrocchiale dedicata a Brigida d'Irlanda.

### Architetture militari
Nel suo territorio comunale si trova una fortificazione risalente all'impero austro-ungarico, il forte Romagnano, costruito nella seconda metà del 1800 e che assieme al complesso fortificato di Mattarello presidiava la valle dell'Adige e quindi la direttrice verso Trento proveniente da sud.

### Siti archeologici
Nel territorio comunale esiste il sito archeologico "Romagnano Loc", il quale risulta essere importante non solo per la preistoria trentina, ma anche per la popolazione sudalpina. Tra il 1968 e il 1971 si sono ritrovati ai piedi del monte Bondone, e precisamente al culmine del conoide del rio Bondone, un sito che fa scoprire come in antichità la popolazione aveva scelto tale posto come residenza: una buona esposizione al sole e protetto da un piccolo anfiteatro di rocce che offrono un riparo naturale.
Nel riparo ritrovato sono state trovare anche 17 tombe di uomini adulti e 31 di bambini. Poco oltre il culmine del conoide, e precisamente in località Pra Secco, si sono ritrovati i resti di una necropoli a cremazione datata alla prima età del ferro (900-500 a.C.).

### Impianto idrovoro
Presso la foce della fossa Lidorno, a circa 200 metri dal ponte per Mattarello, è stato costruito nel 2008 un impianto idrovoro, dotato di due pompe da 1250 litri al secondo (predisposto per la terza) per le campagne di Romagnano e le aree urbane delle frazioni limitrofe.